# Kurztrieb und Langtrieb

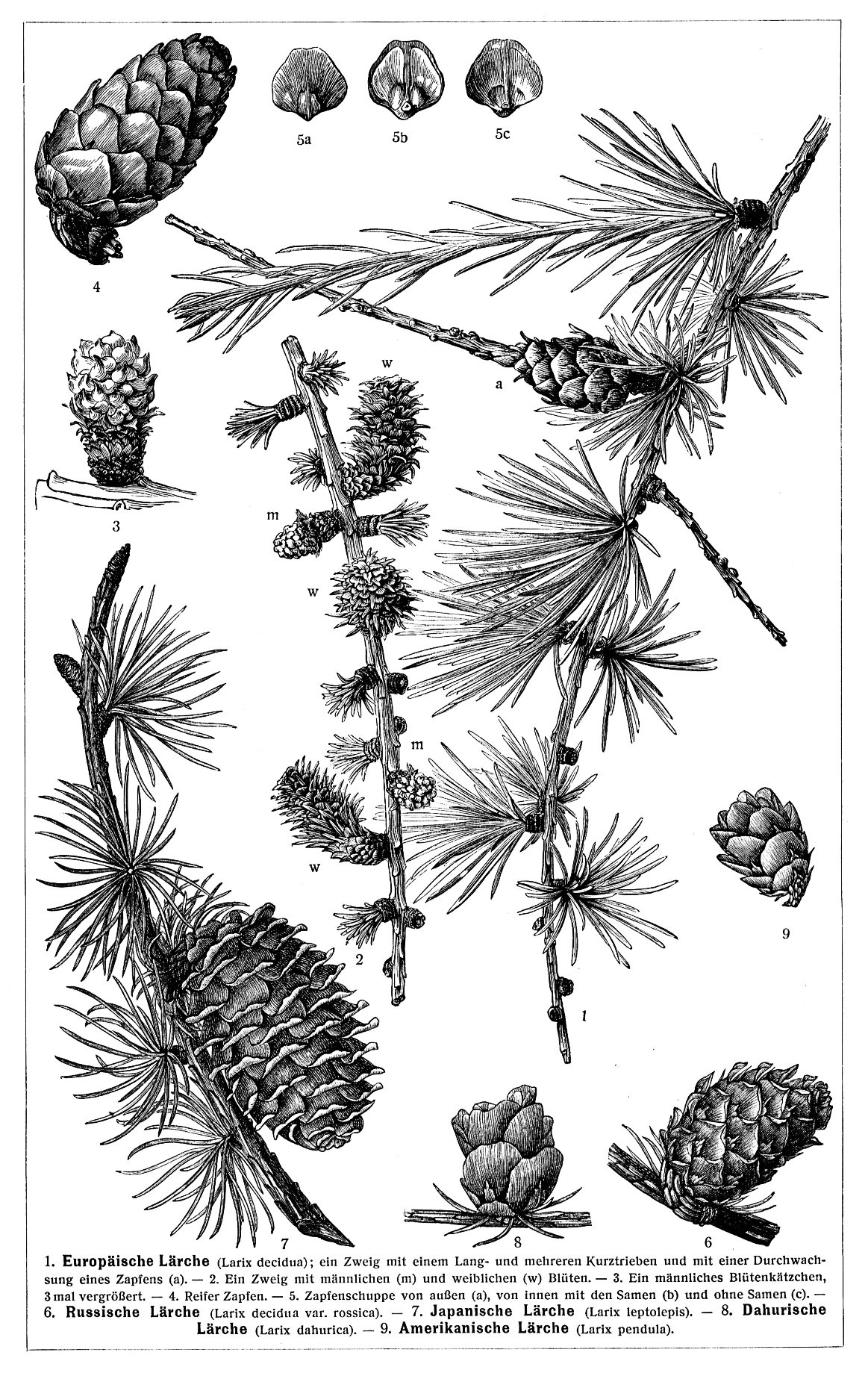
Teilbild 1 der Tafel zeigt einen Zweig der Europäischen Lärche (Larix decidua) mit oben einem Lang- und darunter mehreren Kurztrieben

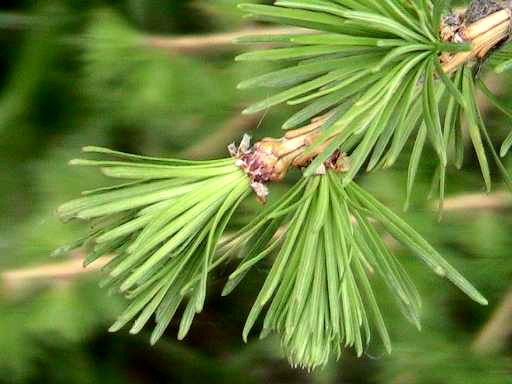
Kurztriebe der Europäischen Lärche (Larix decidua)

Als Kurztrieb (Brachyblast) bezeichnet man in der Botanik einen Spross, bei dem das Längenwachstum reduziert ist, d. h. bei dem die Stängelglieder (Internodien) gestaucht sind. Die Blätter oder Seitentriebe sitzen dann dicht gedrängt daran. Im Gegensatz dazu bezeichnet man als Langtrieb einen Spross mit normalem oder verstärktem Längenwachstum, bei dem die Blätter normal entfernt stehen. Anschauliche und typische Beispiele bieten unter den Nadelgehölzen die Lärche und unter den Laubgehölzen die Amerikanische Gleditschie. Auch die Blattrosetten von Rosettenpflanzen stellen Kurztriebe dar.
Bei vielen Pflanzenarten kommen distinkte Lang- und Kurztriebe vor. Ein typisches Beispiel ist die Lärche. Die einjährigen Triebe an den Enden der Zweige sind Langtriebe. Sie wachsen zirka 10–30 Zentimeter in einem Jahr und die Blätter (Nadeln) stehen einzeln daran. An den älteren Zweigen sitzen Kurztriebe, die nicht mehr als ein paar Millimeter im Jahr wachsen, und an denen die Blätter rosettig sitzen. Das Bild rechts zeigt solche Kurztriebe.